# Tanga (regija)
Tanga je jedna od 30 regija u Tanzaniji.
Regionalno sjedište je istoimeni grad Tanga. Prema popisu iz 2002., regija ima populaciju od 1,642.015 stanovnika.
Tanga graniči na sjeveru s Kenijom i i tanzanijskom regijom Kilimandžaro, na istoku s Indijskim oceanom, na jugu s regijama Pwani i Morogoro, a na zapadu s regijom Manyara.
Tanga ima osam okruga: Handeni, Kilindi, Korogwe, Lushoto, Muheza, Mkinga, Pangani i Tanga. Prije su bili i okruzi Same i Mwanga, koji su trenutno u regiji Kilimandžaro.
Plemena u regiji su: Pare, Wataita, Wasambaa, Wambugu, Segeju, WadigoWanago i Wazigua.